# Locmaria-Berrien
Locmaria-Berrien (tiếng Breton: Lokmaria-Berrien) là một xã của tỉnh Finistère, thuộc vùng Bretagne, miền tây bắc Pháp.

## Dân số
Người dân ở Locmaria-Berrien được gọi là Locberrienois.